# Сіріл Райт (яхтсмен)
Сіріл Райт (англ. Cyril Wright, 17 вересня 1885 — 26 липня 1960) — британський яхтсмен.
Олімпійський чемпіон 1920 року в класі 7 метрів.